# エスコートキッズ
エスコートキッズとは、サッカーなどの試合の際に出場選手と共に入場する子供のことである。エスコートチルドレン、フェアプレーチルドレンとも呼ばれる。国際サッカー連盟(FIFA)主催の国際大会など、各国リーグやJリーグの試合の際にも起用する場合がある。

## 概要
大会のホスト国やスポンサーなどが選び、出場選手と手をつないで入場し、ピッチ上で両チームの国歌斉唱が終わるまで付き添う。着用するユニフォームは主催者側などが用意する。
FIFAワールドカップでは1998年からエスコートキッズを起用し、フェアプレー・プロジェクトの一環として選手達が子供達の目の前で恥ずべき行為をしないよう、フェアプレーの象徴とする。国連が推進する児童虐待防止キャンペーンの意味もある。
2006年FIFAワールドカップドイツ大会では、大会スポンサーのマクドナルドが46カ国から1400人以上のエスコートキッズを募集し、日本からも11人がドイツへ派遣された。
Jリーグでは、サポーターからエスコートキッズを公募するクラブもある。南米の大会では、選手が自分の子供たちと共に入場したこともある。ワールドカップの試合の際に黄色い旗のフェアプレー・フラッグ(Fair Play Flag)を持つ子供達は、フラッグキッズと呼ぶ。